# Ferdinand Hanusch

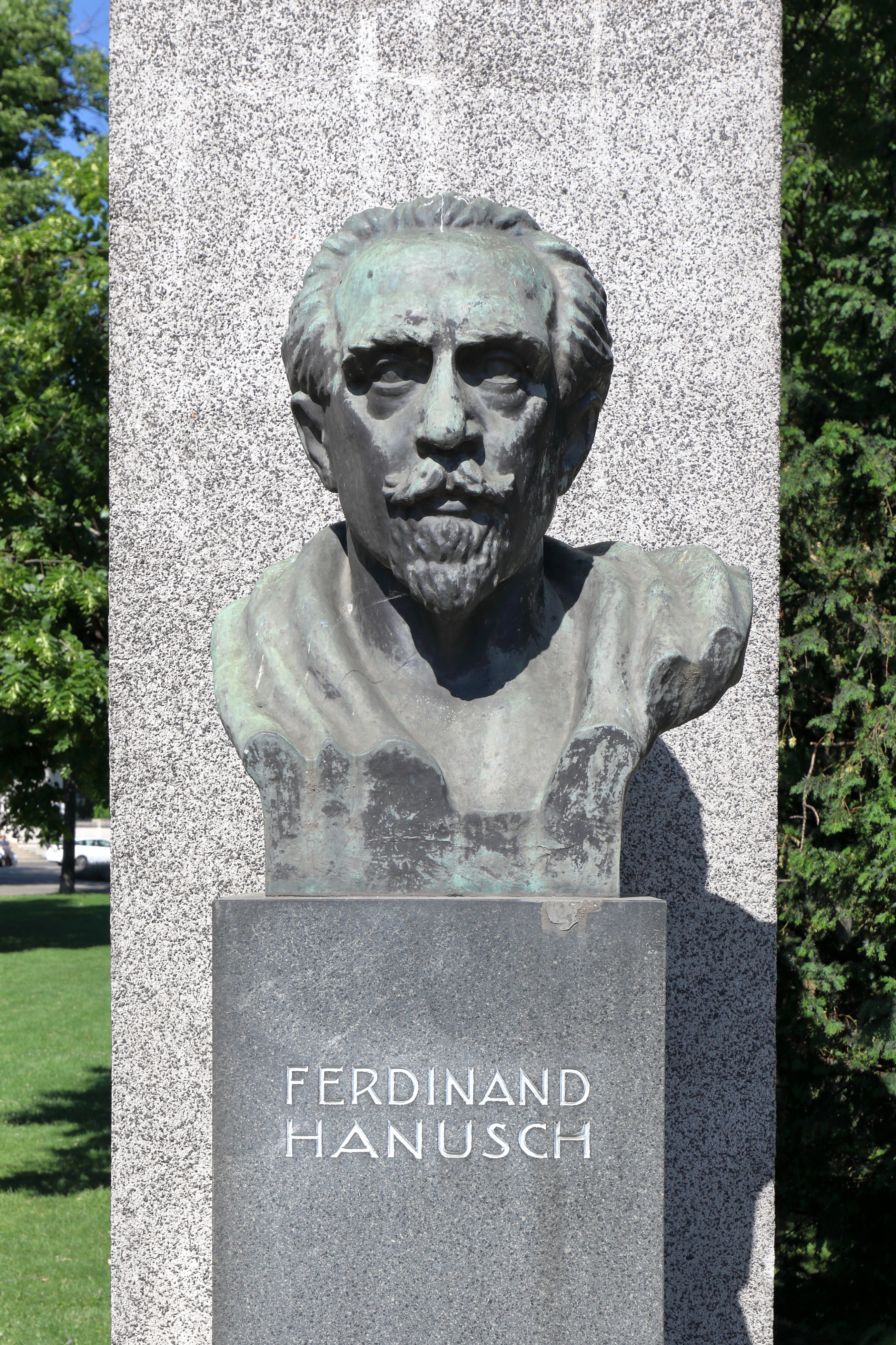
Republikdenkmal: Hanusch-Büste von Mario Petrucci nach einem Entwurf von Carl Wollek

Ferdinand Hanusch (* 9. November 1866 in Oberdorf bei Wigstadtl, Österreichisch-Schlesien; † 28. September 1923 in Wien) war ein sozialdemokratischer Politiker, Gründer der Arbeiterkammer und prägender Mitgestalter der österreichischen Sozialpolitik in der Ersten Republik.

## Leben
Ferdinand Hanusch wuchs mit seinen drei Brüdern bei seiner Mutter auf; sein Vater war kurz nach seiner Geburt verstorben. Seine Kindheit war geprägt durch die Not und das Elend der Hausweber in Schlesien. Hanusch arbeitete als Hilfsarbeiter an den mechanischen Webstühlen einer Bandfabrik. Nach Jahren der Walz, in denen er immer wieder aufgegriffen und nach Schlesien zurückgebracht wurde, fand er in seiner Heimatstadt Arbeit in einer Seidenfabrik.

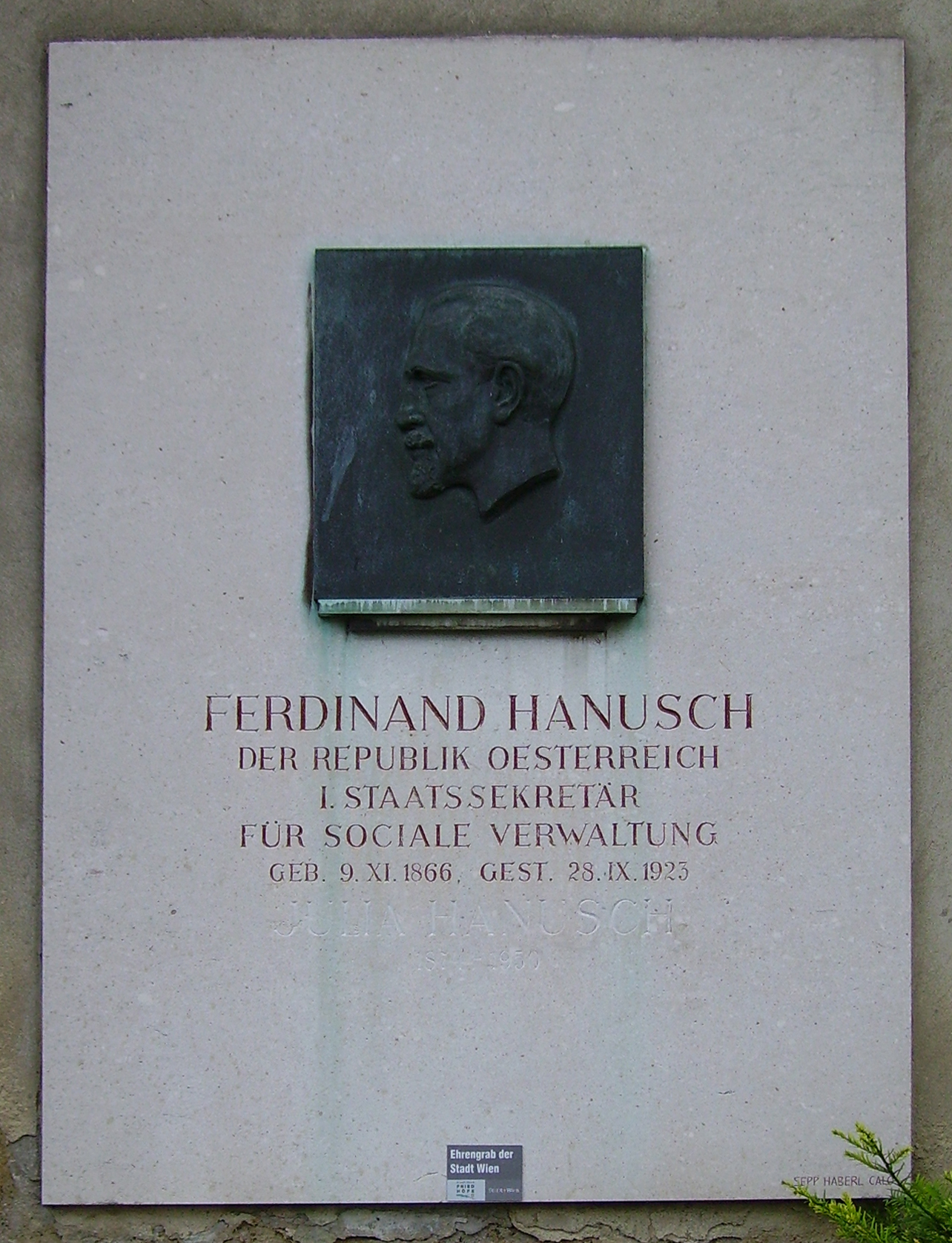
Urnengrab Feuerhalle Simmering

Mit 25 Jahren engagierte er sich aktiv in der Arbeiterbewegung. 1897 wurde er Gewerkschafts- und Parteisekretär in Sternberg, damals ein Textilindustriezentrum in Nordmähren. Nachdem er 1903 nach Wien geholt und dort zu einem der Vorsitzenden der Reichskommission der Freien Gewerkschaften gewählt worden war, wurde er 1907 als Sozialdemokrat mit 41 Jahren Abgeordneter zum Reichsrat und blieb dies bis zum Ende der österreichisch-ungarischen Monarchie. 1908 trat Hanusch dem Bund der Freimaurer bei. In seiner Loge, Lessing zu den drei Ringen, bekleidete er u. a. das Amt des Logenmeisters und wurde zum Großbeamten der Wiener Großloge gewählt.
Ab dem 21. Oktober 1918 war er Mitglied der Provisorischen Nationalversammlung für Deutschösterreich. Am 16. Februar 1919 wurde er bei den ersten Wahlen, bei denen auch Frauen wahlberechtigt waren, in die Konstituierende Nationalversammlung gewählt.
Vom 30. Oktober 1918 bis zum 22. Oktober 1920 war Hanusch in den von der Nationalversammlung gewählten Staatsregierungen Renner I, Renner II, Renner III und Mayr I Staatssekretär (= Minister) für soziale Fürsorge bzw. ab 1919 soziale Verwaltung. Als solcher legte er der Nationalversammlung das von ihr am 26. Februar 1920 beschlossene Arbeiterkammergesetz vor. Mit seinem Wirken sind viele weitere  soziale Errungenschaften und Regelungen zum Schutz der Interessen der Arbeitenden verbunden.
Hanusch, nach wie vor auch einer der Gewerkschaftsvorsitzenden, wurde nach dem am 22. Oktober 1920 erfolgten Ausscheiden der Sozialdemokraten aus der Regierung 1921 erster Direktor der Arbeiterkammer in Wien. 1920 bis 1923 war er für die SDAP Abgeordneter zum Nationalrat.
Hanusch starb 1923. Sein ehrenhalber gewidmetes Grab befindet sich in Wien im Urnenhain der Feuerhalle Simmering (Abteilung MR, Gruppe 45, Grab Nr. 1G). Die Wiener Parteischule benannte 2024 einen Lehrgang nach Ferdinand Hanusch.

## Meilensteine der Sozialpolitik
Während seiner zweijährigen Tätigkeit baute er eine Sozialgesetzgebung auf, die als Vorbild für andere Staaten diente. Ihm zu verdanken ist ein zeitgemäßes Krankenkassenwesen und ein großer Ausbau der Sozialversicherung, Urlaubsanspruch für Arbeiter, der durch Kollektivvertrag garantierte Mindestlohn, die 48-Stunden-Arbeitswoche, das Verbot der Kinderarbeit für Kinder unter 12 Jahren, die Arbeitslosenversicherung, das Betriebsrätegesetz, die sechswöchige Karenzzeit für gebärende Frauen und die Errichtung der Kammern für Arbeiter und Angestellte. Er legte den Grundstein für die nachmalig eingeführte Alters- und Invaliditätsversicherung der Arbeiter.

## Publikationen (Auswahl)
Ferdinand Hanusch publizierte neben theoretischen Schriften wie Parlament und Arbeiterschutz (1913) und Sozialpolitik im neuen Österreich (1923) auch Theaterstücke und Erzählungen mit sozialreformerischem und kämpferischem Inhalt.
- Die Namenlosen. Geschichten aus dem Leben der Arbeiter und Armen. Verlag der Wiener Volksbuchhandlung, Wien 1911.
- Der kleine Peter. Verlag der Wiener Volksbuchhandlung, Wien 1912.
- Auf der Walze. Eigenverlag, Wien 1907.
- Der Agitator. Ernste und heitere Episoden aus dem Leben unserer Agitatoren. Verlag der Schlesischen Volkspresse, Wien 1907.
- Lazarus. Liebe und Ehe. Verlag der Wiener Volksbuchhandlung, Wien o. J.
- Aus der Heimat. Geschichten in schlesischer Mundart. Verlag Josef Emmer, Mährisch-Schönberg 1916.

## Ehrungen
Der 1925 fertiggestellte Wiener Gemeindebau am Ludwig-Koeßler-Platz 2–4 wurde ihm zu Ehren als Hanuschhof benannt.
Seit dem 12. November 1928 wird Ferdinand Hanuschs mit dem Republikdenkmal neben dem Parlament in Wien gedacht: Er ist einer der drei Politiker, die dort mit einer Büste geehrt werden.
Im Jahr 1924 wurde in Wien Innere Stadt (1. Bezirk) die Hanuschgasse nach ihm benannt. Ebenfalls nach ihm benannt ist in Wien das Hanusch-Krankenhaus, in Brunn am Gebirge die Ferdinand-Hanusch-Gasse und in Salzburg der Ferdinand-Hanusch-Platz am Salzachkai. In Bad Goisern betreibt die Österreichische Gesundheitskasse ein Gesundheitszentrum Hanuschhof. In Bad Hofgastein betreibt die BVAEB eine Gesundheitseinrichtung mit einem Kurhaus Ferdinand Hanusch. Im St. Pöltner Stadtteil Stattersdorf finden sich Hanuschgasse und Hanuschplatz, auf dem nach ihm benannten Platz steht ein Denkmal mit einem Bronzerelief. Ferdinand-Hanusch-Straßen gibt es in Knittelfeld, Leoben, Steyr und Wimpassing im Schwarzatale.